# Programowanie defensywne
Programowanie defensywne – tworzenie oprogramowania z myślą o jego poprawnym działaniu nawet przy nieprzewidywalnych sposobach jego użycia.
Techniki programowania defensywnego:
- Upraszczanie kodu źródłowego
- Zewnętrzne audyty kodu źródłowego
- Wyjątki i asercje
- Testowanie oprogramowania
- Bezpieczna obsługa wejścia i wyjścia
- Zapis danych w postaci kanonicznej
- Zasada najmniejszego uprzywilejowania